# Domingos Ferreira Pinto
Domingos Ferreira Pinto (Curitiba, 3 de setembro de 1820 - Ponta Grossa, 20 de setembro de 1891) foi o primeiro e único "Barão de Guaraúna". Foi casado com Dona Maria Ambrósia Rocha Ferreira (filha do capitão Theodoro da Rocha e de Gertrudes de Oliveira), natural de Passo Fundo, Rio Grande do Sul.

## História

### Antecedentes
Antes de receber o título de barão foi tropeiro e, com o dinheiro conseguido nesta atividade, adquiriu fazendas de criação, fazendo grande fortuna na região dos Campos Gerais. Sua residência ficava no largo da matriz (atualmente "Praça Marechal Floriano Peixoto"), onde hoje se localiza o Quartel General da 5.ª Brigada de Cavalaria Blindada, próximo à Catedral de Ponta Grossa. Suas propriedades ocupavam quase toda a região onde atualmente encontram-se o bairro da Ronda e a Vila Estrela.

### Baronato
Em maio de 1880, o imperador realizou uma viagem aos Campos Gerais e, por indicação do presidente da província do Paraná, ficou hospedado na casa de Domingos Ferreira Pinto. Após seu retorno ao Rio de Janeiro, Dom Pedro II enviou um comunicado ao dono da casa agraciando-o com o título de "Barão de Guaraúna". Não se sabe ao certo qual a razão da concessão do título, existindo duas versões (não necessariamente conflitantes). Por uma delas, o imperador teria ficado muito contente com a decisão do dono da casa de libertar seus escravos, já que Pedro II era um abolicionista convicto. Por outra, o imperador estaria agradecendo a qualidade da recepção feita à família imperial. Afinal, conta-se que foram mandados buscar jogos de porcelana, taças e copos de cristal em São Paulo; além do que as toalhas e roupas de cama eram de puro linho de Bruxelas.
Por ignorar a sua importância, o título de barão jamais foi registrado por Domingos Ferreira Pinto, apesar de tentativas da baronesa após a morte de seu esposo. Também não mandou confeccionar nenhum brasão, sendo que a baronesa e pessoas próximas mandaram gravar em seu mausoléu um brasão que, acreditavam, seria de seu gosto. Após o falecimento da baronesa, todos os bens e propriedades do casal foram deixados a amigos e parentes colaterais, já que não tiveram nenhum filho.